# Chrysobothris ludificata
Chrysobothris ludificata är en skalbaggsart som beskrevs av Horn 1886. Chrysobothris ludificata ingår i släktet Chrysobothris och familjen praktbaggar. Inga underarter finns listade i Catalogue of Life.